# José Luis Capdevila
José Luis Sánchez Capdevila (ur. 12 lutego 1981 w Saragossie) – hiszpański piłkarz występujący na pozycji pomocnika. Zakończył karierę jako piłkarz w 2020 roku w AD Unión Adarve. Rok później został trenerem AD Alcorcón B.